# Brevicoryne lonicerina
Brevicoryne lonicerina är en insektsart. Brevicoryne lonicerina ingår i släktet Brevicoryne och familjen långrörsbladlöss. Inga underarter finns listade i Catalogue of Life.